# 99 Водолея
99 Водолея (лат. 99 Aquarii), b² Водолея (лат. b² Aquarii), HD 220704 — одиночная звезда в созвездии Водолея на расстоянии приблизительно 324 световых лет (около 99 парсеков) от Солнца. Видимая звёздная величина звезды — +4,39m.

## Характеристики
99 Водолея — оранжевый гигант спектрального класса K4,5III или K4III. Масса — около 1,18 солнечной, радиус — около 33 солнечных, светимость — около 299,43 солнечных. Эффективная температура — около 4150 К.